# صيف

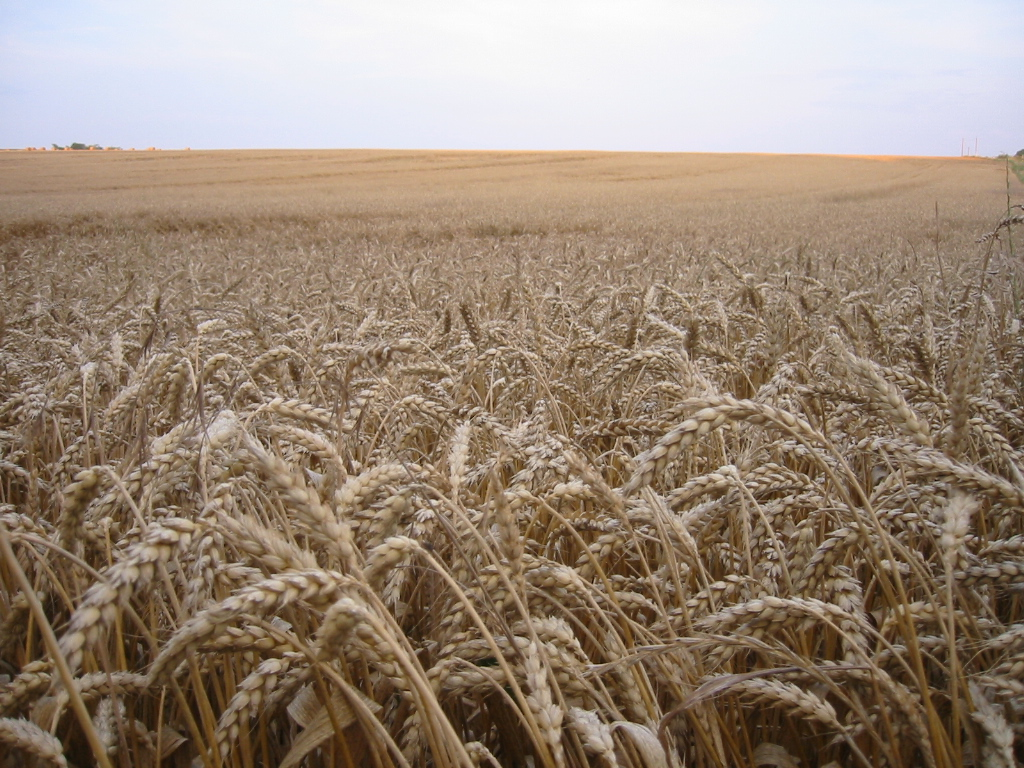
حقل من القمح

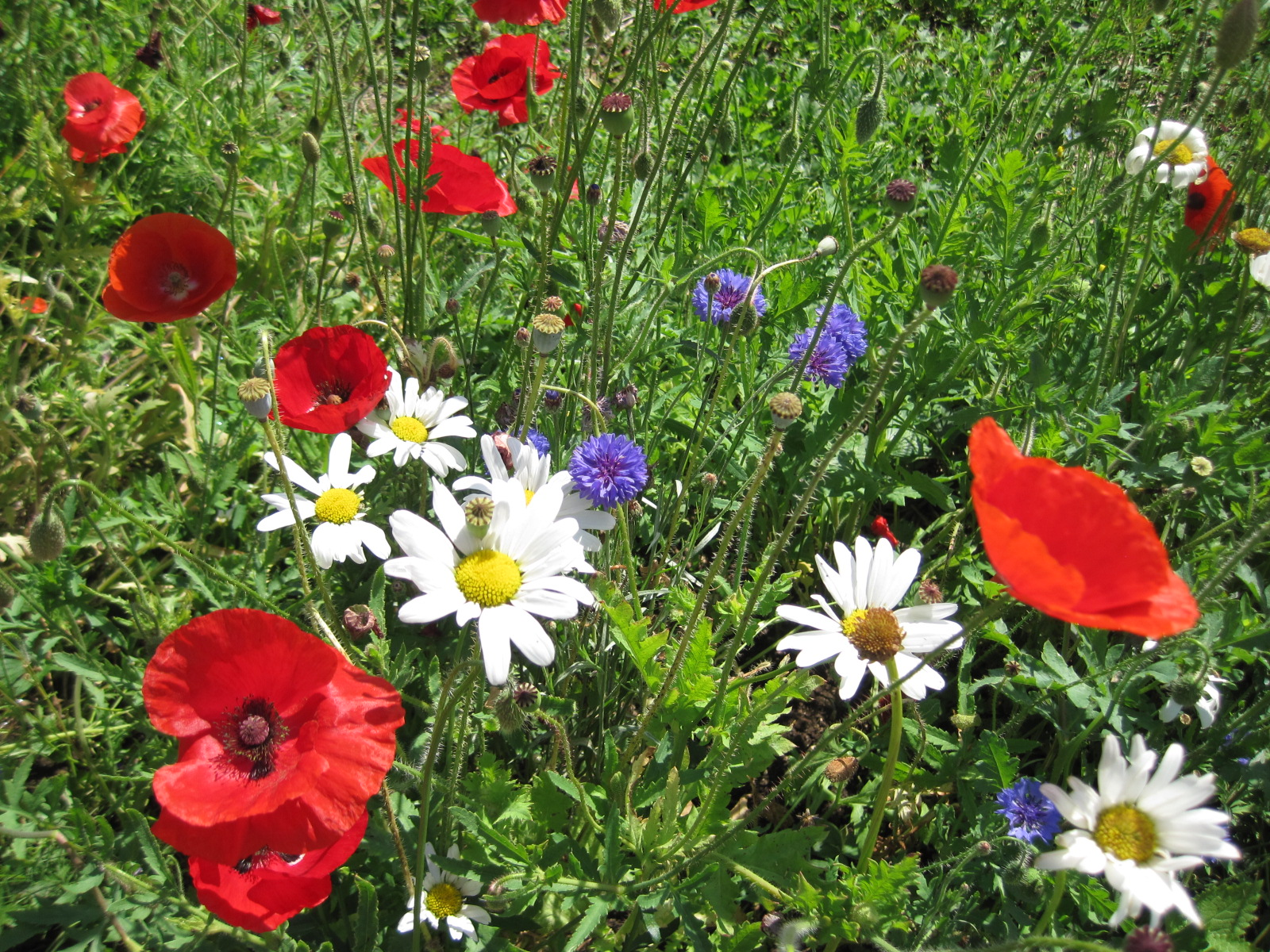
، ، وأقحوان المروج الشائع في حقل من الحقول

الصَّيْف (الجمع: صُيُوفٌ أو أَصْيَافٌ) هو أحد فصول السنة الأربعة في المناطق المعتدلة والقطبية من الكوكب. يتبع الصيف فصل الربيع ويليه فصل الخريف. يوجد عدة تعاريف لهذا الفصل من بينها تعريف فلكي (فصل يتضمن أيامًا من السنة فيها يكون النهار الأكثر طولا)، مناخي (فصل يتضمن أكثر أيام السنة حرارة)، تقويمي (يختلف حسب الدول).
يأتي الصيف في أواخر الربع الثاني ومعظم الربع الثالث من السنة، في نصف الأرض الشمالي، أما في نصفها الجنوبي يحل هذا الفصل في أواخر الربع الأخير والربع الأول من العام. أيا ما كان التعريف ونصف الأرض، فإن الصيف هو موعد الإثمار لمعظم النباتات وفيه تحل عطل، فهو الشهر الأكثر حرارة. ويستعمل لفظ الصيف كاستعارة لمرحلة سريعة، مرحلة الحضيض في النصف الجنوبي (3-5 يناير) أو الأوج في مقابلها الشمالي (4-7 يوليو).

## التعاريف

### فلكيا

الفصول على الأرض

من وجهة النظر الفلكية يبدأ الصيف يوم 7 مايو وينتهي يوم 7 أغسطس (الذي يتطرق لبداية الخريف) وذلك في نصف الأرض الشمالي، ويتوسط فصل الصيف الفلكي يوم الانقلاب الصيفي (21 يونيو). أما في نصف الأرض الجنوبي، ففصل الصيف الفلكي الجنوبي يحل تقريبا من 7 نوفمبر وإلى 7 فبراير، ويتوسطه الانقلاب الصيفي يوم 21 ديسمبر.

### مناخيا
لا ترتفع درجات الحرارة اليومية بشكل ملحوظ إلا بعد أيام من الاعتدال الربيعي، لأن الأرض والماء يستغرقان وقتا ليسخنا. في هذه الفترة من العام، أي بداية يونيو، يستبعد احتمال حدوث تجلد متأخر. فمن وجهة النظر المناخية، يبدأ الصيف في تواريخ متأخرة عن الصيف الفلكي، وكذلك في الفترة الأكثر حرارة في السنة، لذا ففي نصف الأرض الشمالي يوافق الصيف شهور يونيو، يوليو وأغسطس، تحديدا عند علماء المناخ من فاتح يونيو إلى 31 أغسطس.
أما في نصف الأرض الجنوبي، فيدوم فصل الصيف مناخيا طوال ديسمبر، يناير وفبراير، وبالضبط من 1 ديسمبر إلى 28 أو 29 فبراير.

### تقويميا
تختلف تواريخ بداية فصل الصيف حسب الثقافات. فبعض الدول توافقه مع بداية الصيف المناخي (1 يونيو) كما في روسيا، حيث يناسب هذا التحديد التأريخي المناطق القارية التي تشهد تغييرات حرارية كبيرة بين الصيف والشتاء. وبعض الدول تمدد الصيف من الانقلاب الصيفي (20 أو 21 يونيو) إلى الاعتدال الخريفي (22 أو 23 سبتمبر)، ما يجعل بداية الانقلاب هي اليوم الأول من الصيف. وهناك دول أخرى تجعل بداية الصيف تتناسب وبدايته الفلكية، مثل التقويم الصيني حيث يبدأ هذا الأخير يوم 7 ماي. في التقويم الإيرلندي الكلتي القديم، يبدأ هذا الفصل يوم فاتح ماي، ما يناسب أسبوعا قبل بدايته فلكيا. في جنوب وكذلك جنوب شرق آسيا، يبدأ الصيف من مارس إلى مايو أو بداية يونيو، قبل مجيء الرياح الموسمية حيث الهطول الكثيف للأمطار. في التقويم العربي، يعتبر شهر شعبان (سمي كذلك لأن العرب تتشعب فيه بحثا عن الماء) ورمضان (كلمة رمضان جاءت من الأصل «رمَض» وهي شدة الحر سُمي كذلك لأنه وقع وقت تسميته في فصل حار جدا) وشوال (قيل لتشويل ألبان الإبل، أي نقصانها وجفافها) شهورا صيفية سواء أوافقهما أم لا.

## الطقس

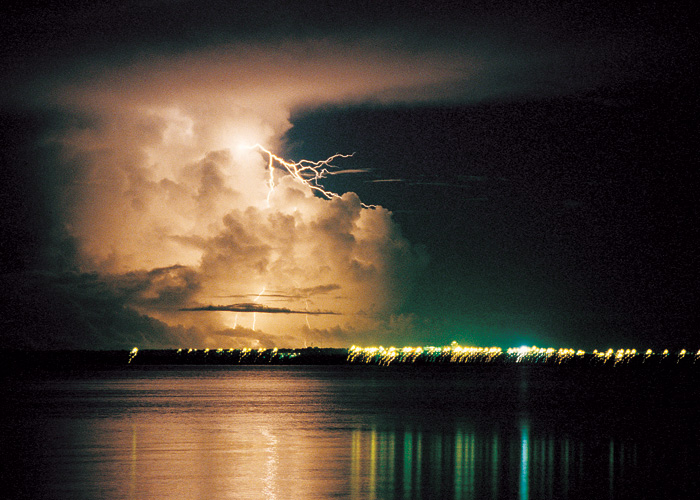
عاصفة رعدية في الليل أثناء بمدينة داروين، أستراليا

عادة ما يقترن حلول فصل الصيف بالحرارة المعتدلة أو الحارة. في المناطق المتوسطة، يرتبط هذا الفصل أيضاً بالطقس الجاف، بينما في مناطق أخرى (جزئيا في شرق آسيا بسبب الرياح الموسمية) يرتبط هذا الفصل بالطقس الممطر. يرتبط الموسم الرطب بفترة نمو النباتات في مناطق المناخ المداري القاري، حيث يقترن الموسم الرطب بالانحراف الموسمي للرياح السائدة، ما يشبه الرياح الموسمية.

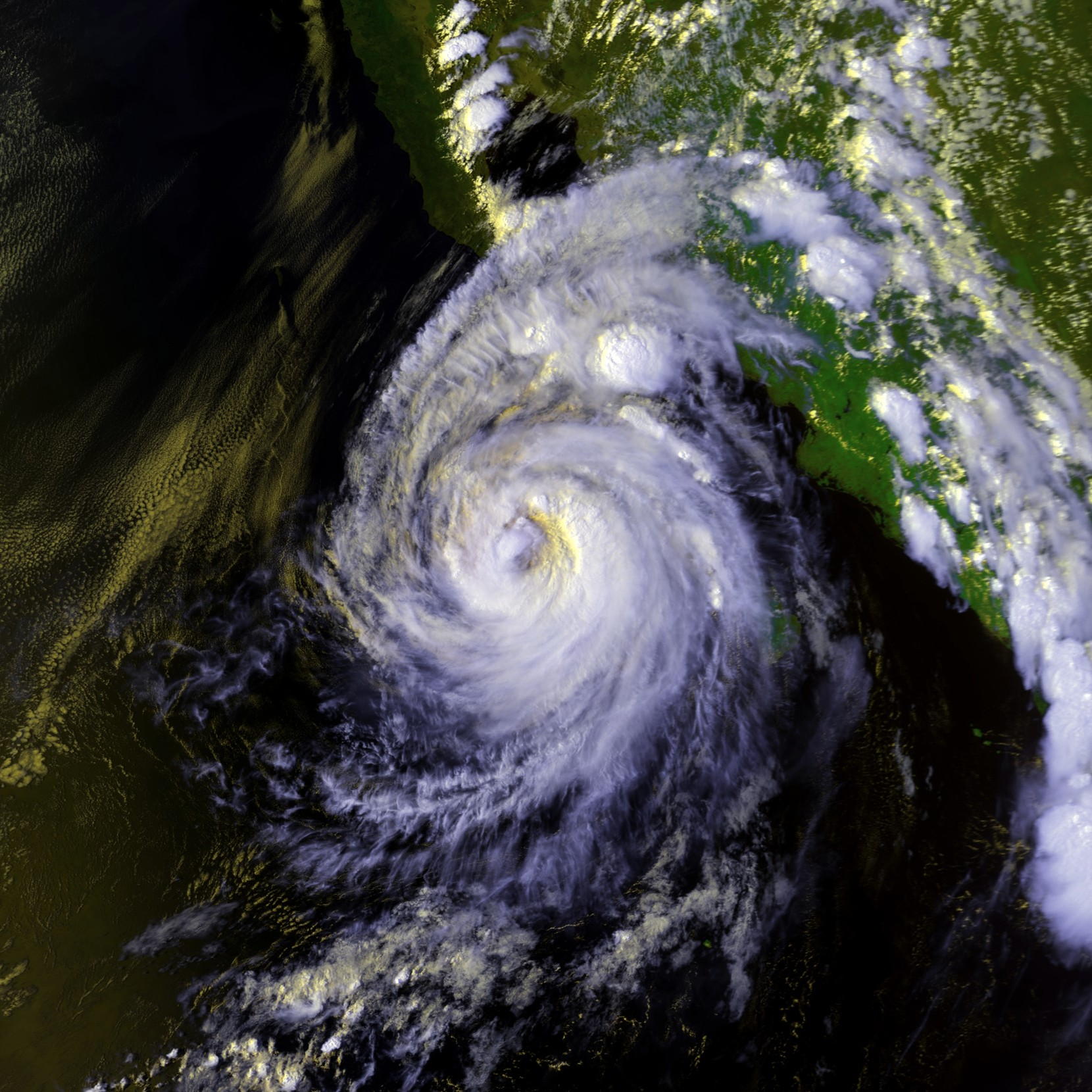
صورة لإعصار ليستر أواخر أغسطس 1992.

في شمال المحيط الأطلسي، يمكن ملاحظة موسم الأعاصير المدارية من 1 يونيو إلى 30 نوفمبر، وتبلغ ذروة موسم الأعاصير الأطلنتية حسب الإحصائيات يوم 10 سبتمبر. هناك نشاط محدود لشمال شرق المحيط الهادئ في نفس الإطار الزمني لنشاط الأطلنتي.
ينشط الشمال الغربي للمحيط الهادئ على مدار السنة مع حضيض للنشاط في فبراير ومارس، وأوج في بداية سبتمبر. في شمال حوض المحيط الهندي تكون العواصف أكثر شيوعا من أبريل إلى ديسمبر، مع ذروة في مايو ونوفمبر. في نصف الأرض الجنوبي، يبدأ موسم الأعاصير المدارية من 1 نوفمبر إلى نهاية أبريل مع ذروة للنشاط من منتصف فبراير إلى بداية مارس. يستمر موسم العواصف الرعدية في الولايات المتحدة وكندا في الربيع والصيف. قد تهطل كميات من البرد، وقد تصاحبها رياح قوية وربما أعاصير قمعية عادة في فترة ما بعد الظهر والمساء.

## التأثيرات
يُرى فصل الصيف عموماً أنه الفصل الذي ترتفع فيه درجات الحرارة، كما تكون الطاقة الشمسية في أوجها، ما يعني أن الشمس ترسل أشعة أكثر وحرارة أعلى. وأثناء الفترة الصيفية تأتي أشعة الشمس على الأرض بشكل عمودي على النصف الأرضي الذي يميل نحوها، ما يجعل سقوطها على الأرض يكون مركزا وعلى مساحة صغيرة عكس الشتاء. لذلك ففي فصل الصيف تكون الحرارة مرتفعة ومدة النهار طويلة. وبسبب زاوية ميلان الأرض على مستوى مسار الشمس، يكون نصف الأرض حيث فصل الصيف موجها نحو الشمس، ما يزيد طول مدة النهار ويرفع الحرارة، التي بدورها لا ترتفع إلا بعد أسابيع من الانقلاب، بسبب التأخر الحراري الناتج عن الكتلة الحرارية للأرض والمحيط.

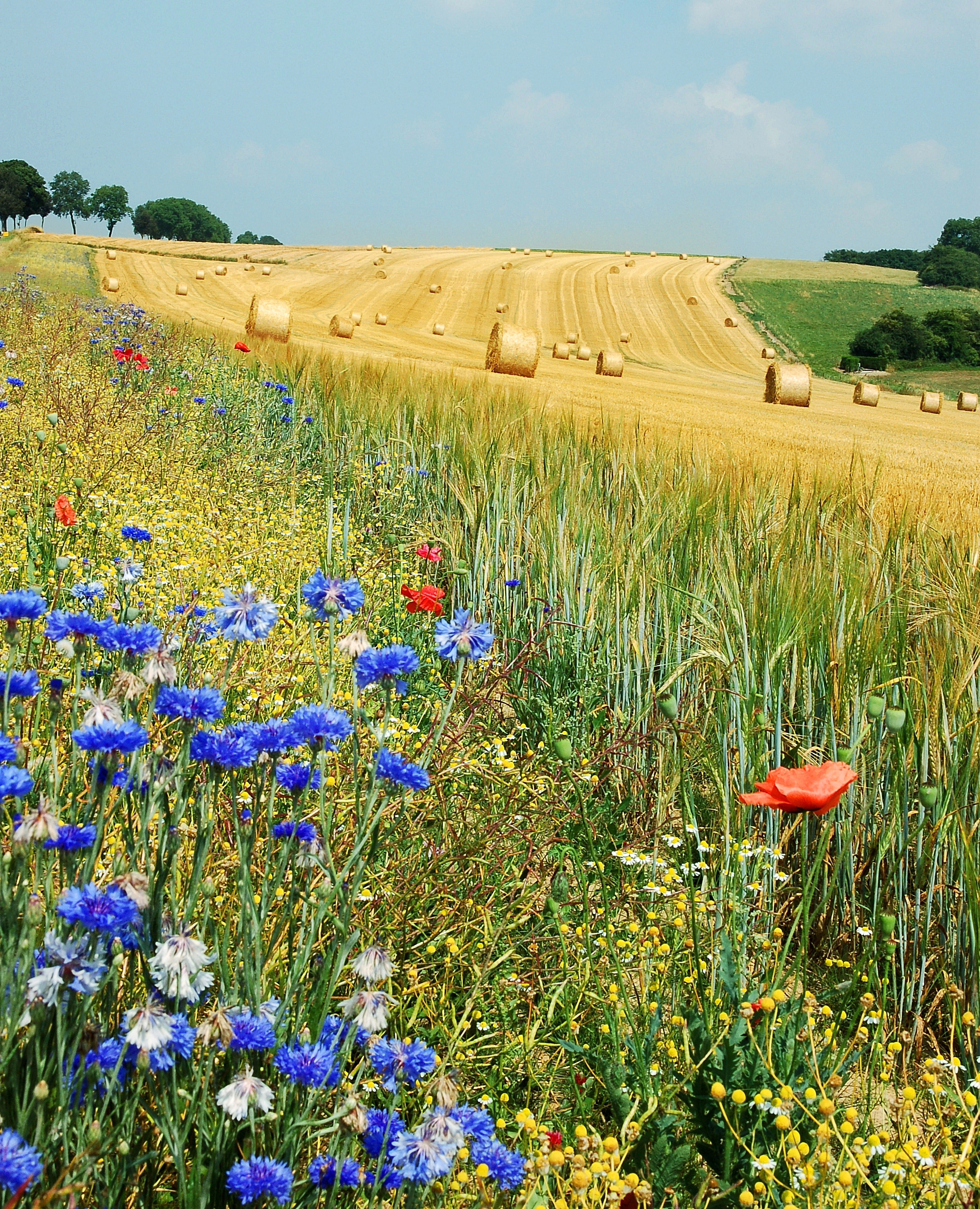
حقل خلال فصل الصيف

في النصف الشمالي للأرض تتواجد الأرض في نقطة الحضيض من مدارها خلال الصيف (حصلت هذه الظاهرة على سبيل المثال يوم 3 يوليو خلال سنة 2006)، حيث تقع الأرض حينها في النقطة الأبعد عن الشمس، ما يجعلها تتحرك بسرعة مدارية ضعيفة حتى يكون الصيف أطول الفصول مدة في ذلك النصف الأرضي. ويحدث نفس الشيء بالعكس في نصف الأرض الجنوبي حيث تكون الأرض في نقطة الأوج ويكون الصيف حينها أقصر فصول السنة في النصف الجنوبي للأرض.
في خطوط العرض الأعلى من الدائرة القطبية الشمالية أو الأسفل من الدائرة القطبية الجنوبية تحدث ظاهرة شمس منتصف الليل خلال الصيف حيث لا تغرب الشمس لأيام عديدة. أما في العروض الأقل ارتفاعاً يدوم الشفق ساعةً واحدةً على الأقل ويؤدي لحدوث ليال بيضاء تصادف مثلا في شمال إسكندنافيا.والصيف هو موعد الإثمار لمعظم النباتات، فهو يسبق الخريف حيث تحدث في الطبيعة مرحلة تحولات جذرية أثناءه. ويستعمل لفظ الصيف كاستعارة لفترة أسرع مدة، نقطة الأوج في النصف الشمالي، والحضيض في النصف الجنوبي.

## الأنشطة

### أعمال البناء
في المناطق المعتدلة حيث يكون الصيف جاف وحار، يعتبر سكان تلك المناطق هذا الفصل أفضل فرصة للقيام بالأعمال الحساسة مثل تغيير السقوف، إصلاح وتعبيد الطرقات، الطلاء الخارجي...

### العطل
في معظم الدول يكون تلاميذ وطلاب المدارس على موعد مع عطلة طويلة الأمد خلال فصل الصيف تتراوح مدتها بين شهر وثلاثة أشهر. ولذلك يستغل بعض الموظفين كل أو جزء من إجازاتهم للاستمتاع في الشواطئ أو الذهاب في رحلة سياحية نحو مدن أخرى من بلدهم الأصلي، أو السفر خارجا إلى دولة أخرى أو العودة إلى بلدهم الأم، رغبة في صلة الرحم.

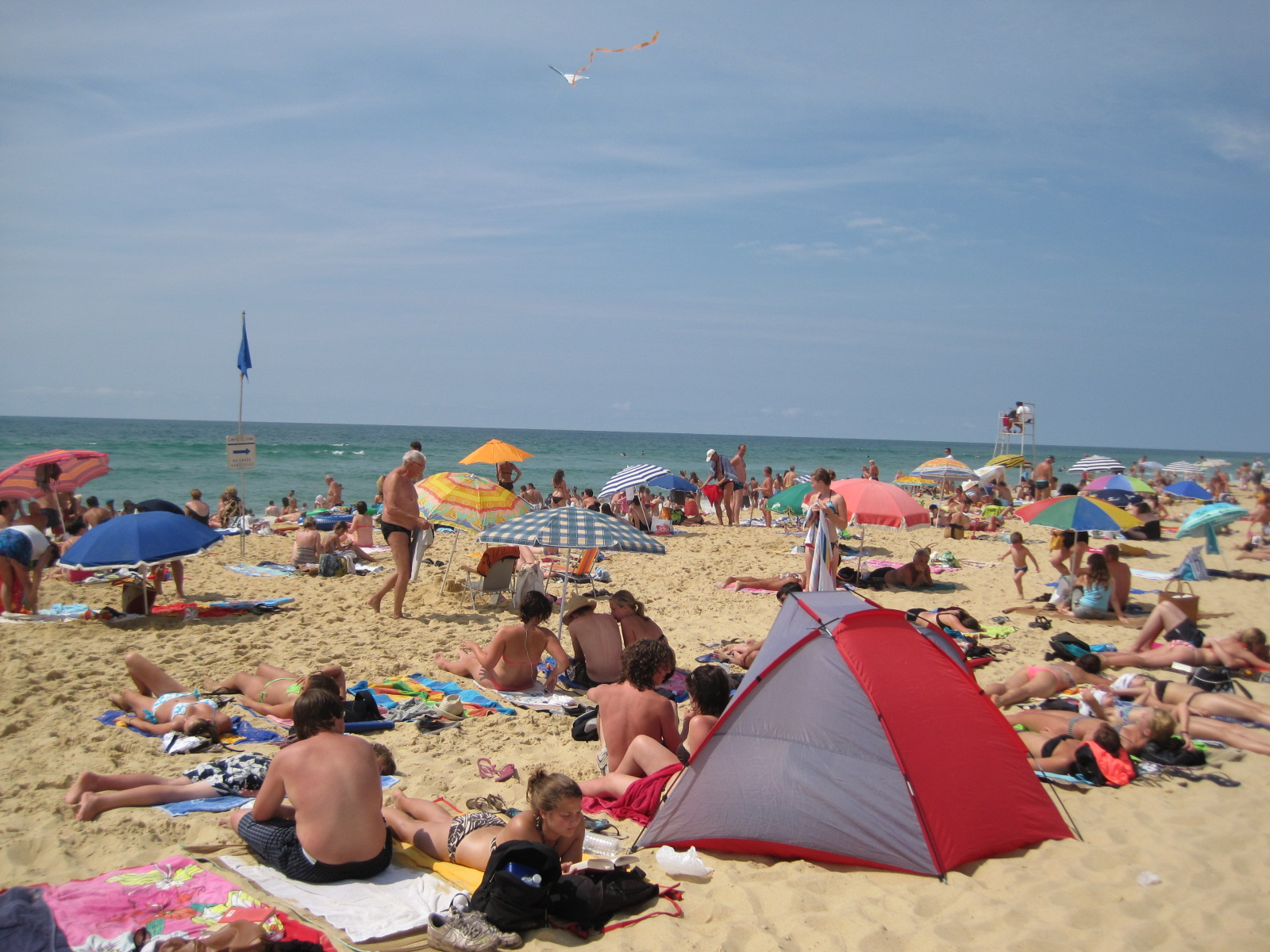
شاطئ في المحيط الأطلسي
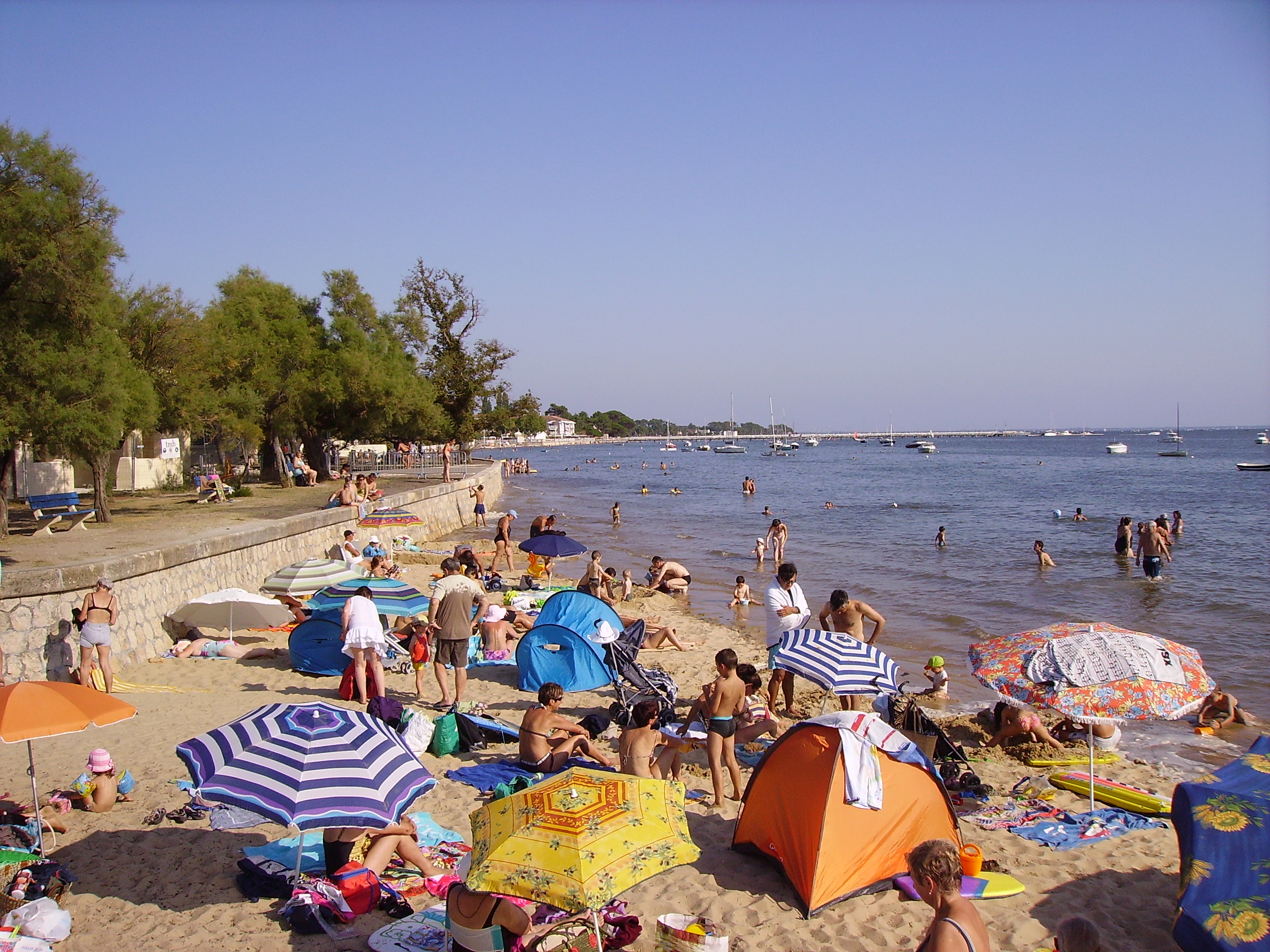
تسمر واستحمام
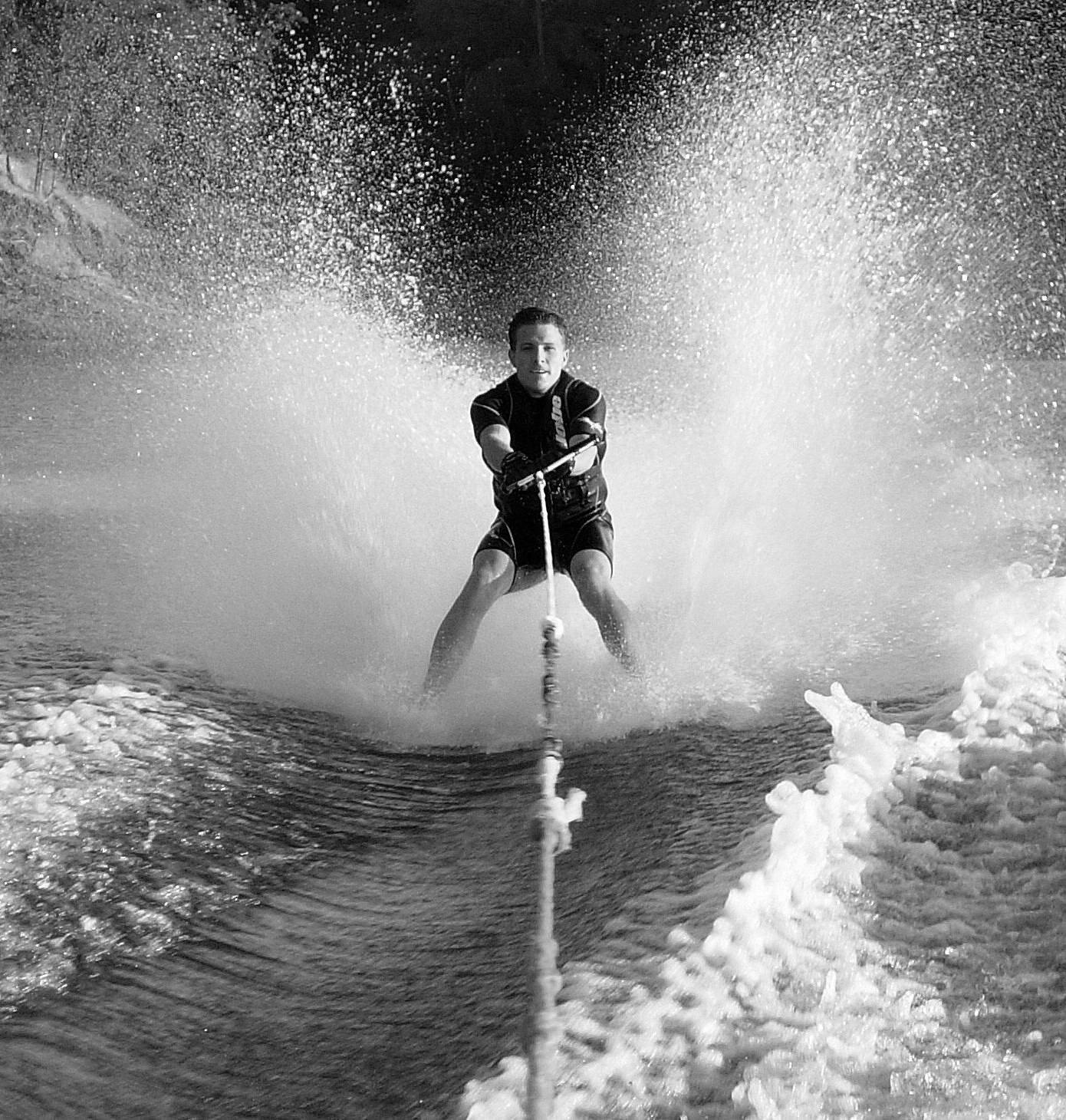
تزلج على الماء
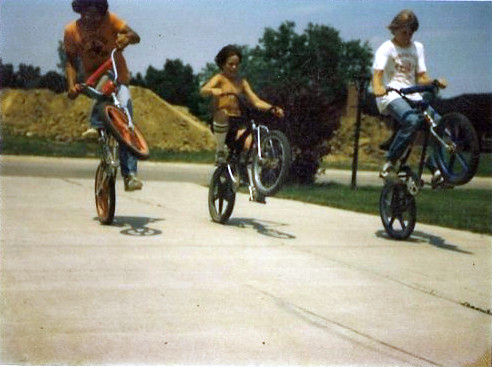
سباق دراجات